# Pteris lechleri
Pteris lechleri là một loài thực vật có mạch trong họ Pteridaceae. Loài này được Mett. miêu tả khoa học đầu tiên năm 1859.